# 贡多巴德
贡多巴德（Flavius Gundobadus，约452年—516年），罗马将领、勋贵头衔持有者，勃艮第国王（473年—516年在位）。

## 生平
贡多巴德是勃艮第国王贡迪奥克与西罗马的实际掌权者、全军统帅里西默的姐妹所生的儿子。他跟随舅舅里西默在罗马军队中服役，并且在472年的罗马内战中杀死了皇帝安特米乌斯。
472年8月18日，里西默去世，他继任罗马西部全军统帅并获得了勋贵头衔。11月，里西默拥立的西部皇帝奥利布里乌斯也去世。贡多巴德随后拥立格利凯里乌斯为西部皇帝。
473年，他的父亲贡迪奥克去世，他放弃了在罗马的权位，回到勃艮第继承王位，与叔叔希尔佩里克一世，兄弟希尔佩里克二世、戈多马尔一世、戈德吉塞尔分割共治。据图尔的格里高利记载，贡多巴德与他的兄弟们爆发了激烈的冲突，并杀死了希尔佩里克二世和戈多马尔一世，但是这种记载遭到了历史学家的质疑。可以确定的是，501年，他在内战中杀死了他的兄弟戈德吉塞尔。
511年，法兰克国王克洛维死后，贡多巴德成为当时高卢地区最具影响力的统治者之一。东部皇帝阿纳斯塔修斯一世授予了他名誉性质的全军统帅称号。
他的统治持续到516年自然死亡，他的儿子西吉斯蒙德继承了王位。
他可能是勃艮第法典的颁布者。